# 科索沃—美國關係
科索沃－美國關係，是科索沃共和国和美利坚合众国之间的外交关系。科索沃于2008年2月17日宣布从塞尔维亚独立后的第二天，美国正式承认科索沃共和国为一个国家。2008年2月19日，美国总统乔治·w·布什表示，承认科索沃为一个独立国家将“给一个饱受战争创伤的地区带来和平”。
根据2012年《美国全球领导力报告》， 87%的科索沃人支持美国的领导力，这是欧洲所有调查中支持率最高的。盖洛普2016年的一份报告显示，科索沃再次以85%的支持率连续第二年领先于该地区和全世界。盖洛普最近发布的一份关于美国在特朗普任期内领导力的报告显示，科索沃再次成为该地区乃至全世界对美国领导地位表示认可的地区。75%的人赞成他的领导。

## 历史
美国与科索沃共和国建立了大使级别的全面外交关系。科索沃认为，美国是科索沃获得世界其他地区承认的最大伙伴，美国官员也表达了这种看法。
美国和科索沃于2008年2月18日建立外交关系。美国与科索沃的双边关系是通过美国驻普里什蒂纳大使馆维持的。美国驻普里什蒂纳大使馆于2008年4月8日开放，当时的临时代办蒂娜·凯达诺(Tina Kaidanow)担任临时代办。在科索沃宣布独立之前，美国在科索沃的普里什蒂纳办事处(USOP)由美国驻科索沃特派团团长负责。美国还将继续向科索沃部队(KFOR)提供部队，并将向ICO和EULEX特派团提供人员。
2008年7月11日，在欧盟委员会主办的国际捐助国会议上，美国承诺在2008 - 2009年为科索沃提供4亿美元援助，其中包括帮助减轻科索沃可能承受的债务。美国在科索沃的援助继续通过加强公民社会和政治进程来支持治理，特别是针对少数族裔社区，旨在加强经济体制和帮助私营企业发展。
科索沃以美国领导人比尔·克林顿和乔治·w·布什的名字来命名普里什蒂纳的某些地区。